# Královecký kraj

„Královecký kraj“ na mapě Evropy

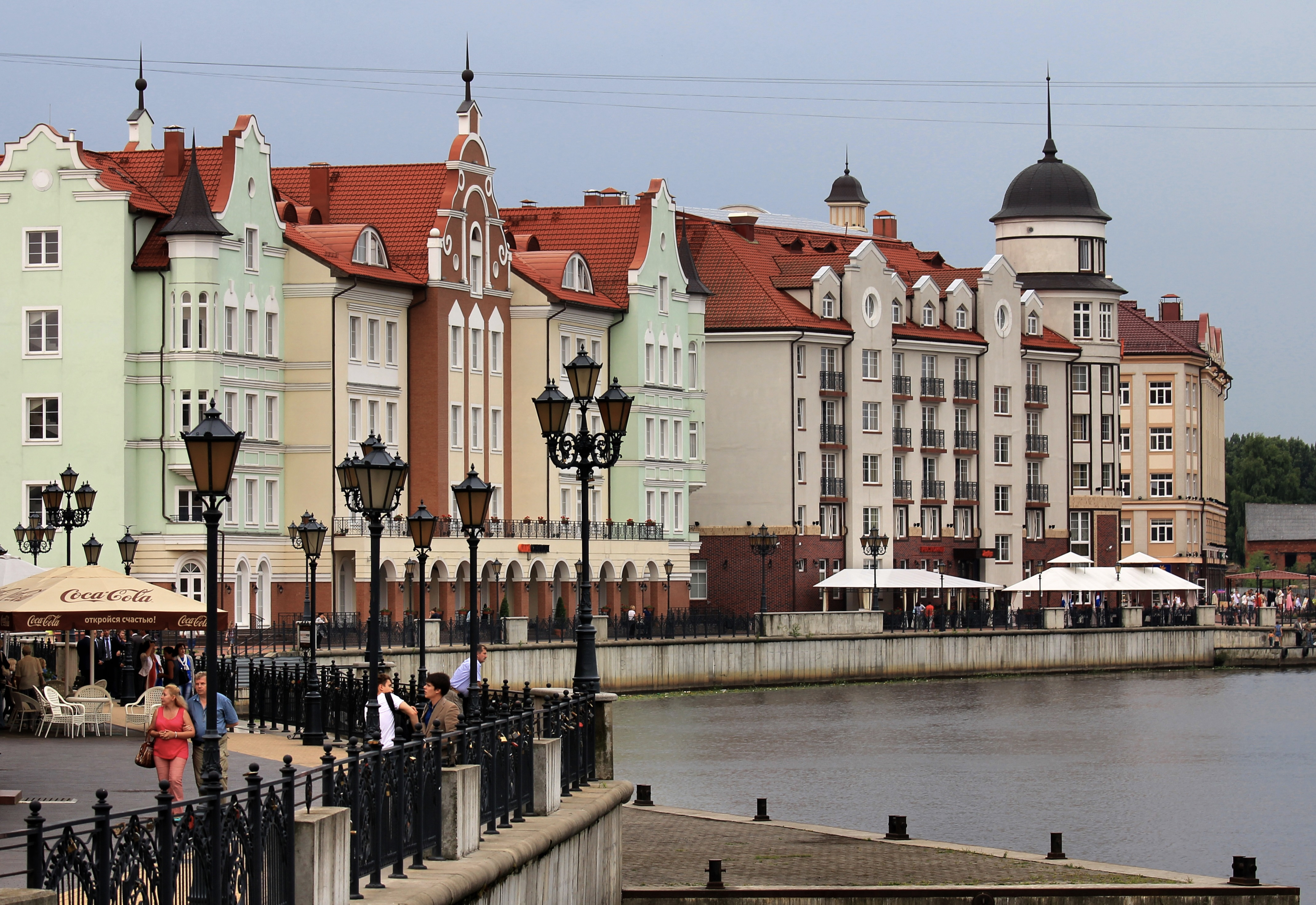
Historické centrum Kaliningradu

Královecký kraj je satirický koncept připojení Kaliningradské oblasti k České republice. Vznikl koncem září 2022 jako internetový mem reagující na referenda o připojení ukrajinských oblastí k Rusku a jejich anexi – Česká republika tak má mít obdobné právo na anexi Kaliningradské oblasti náležející dosud Rusku. Podle tohoto satirického narativu také již v Kaliningradské oblasti proběhlo referendum, v němž se naprostá většina obyvatel vyjádřila pro připojení k České republice (v různých variacích více než 95 % hlasů pro připojení, parodující tak ruská referenda na východě Ukrajiny, vyskytly se ale i varianty s výsledkem nad 100 %). Na základě tohoto referenda pak již údajně došlo k anektování oblasti, přejmenování hlavního města Kaliningradu na Královec a správní začlenění celé oblasti do České republiky jako nový „Královecký kraj“.
Parodický český nárok na území vychází z historické vazby českého krále Přemysla Otakara II., na jehož počest bylo město pojmenováno Königsberg (historickým českým exonymem Královec). Jako součást SSSR (po druhé světové válce) bylo město přejmenováno na Kaliningrad. Součástí satiry o fiktivní anexi území je i změna jeho názvu na Královec, přičemž přejmenování je satirou pojímáno jako navrácení původního jména městu, třebaže reálně český název nikdy nemělo.
Podle vědeckého redaktora Petra Koubského se Češi touto formou absurdního humoru úspěšně snažili psychicky vyrovnat s probíhající válkou na Ukrajině, a dle politologa Miroslava Mareše tím tak v zásadě deklarovali svou příslušnost k prozápadní nebo protikremelské orientaci. Satira se stala jedním z největších českých internetových memů. Svou oblibu si získala i na polském internetu.

## Reálný základ
Satira vychází z toho, že Kaliningrad jakožto město byl v polovině 13. století pojmenován při jeho založení na počest českého krále Přemysla Otakara II., když se zúčastnil prvního křížového tažení do těchto oblastí. Převážně němečtí křižáci tak učinili z hrdosti, že s sebou mají tak významnou osobu, jakou byl král, který byl navíc v Německu uznávanou osobou, jelikož jeho matka byla z významného německého šlechtického rodu Štaufů.
Deník N se pokusil zamyslet nad touto satirou vážně a Filip Titlbach při interview s vědeckým redaktorem Petrem Koubským rozebral, jestli má tento vtip nějaké reálné opodstatnění. Při rozhovoru zaznělo, že Česko nemá žádné historické ani jiné právo na Kaliningradskou oblast, pokud by nesestoupilo do historických fantasmagorických konstrukcí, jaké jsou známé z příkladu Ukrajiny. I kdyby k nim sestoupilo, tak by mu dobytí a anektování nějakého cizího území nedávalo stejně žádné oprávnění z hlediska mezinárodního práva. Navíc česká armáda není stavěná na dobývání a obsazování rozsáhlých území. Česko by si ostatně převzetím Kaliningradské oblasti, pokud by takový scénář byl přece jen možný, způsobilo ohromné problémy, například s rozsáhlými ekologickými zátěžemi z průmyslové výroby. Petr Koubský by tak tento scénář rozhodně realizovat nechtěl. Základní myšlenka satiry mu přijde vtipná a vidí v ní snahu českého národa vypořádat se s půl roku trvající nepříjemnou, napjatou, znervózňující mezinárodní situací na Ukrajině. Metodu uvolňování napětí přes humor považuje za psychologicky správnou.
Eventuální připojení Kaliningradské oblasti k Česku by podle politických geografů nepřineslo jen výhody (přístup k moři, jaderným zbraním či námořnictvu), ale také problémy jako jazykovou a kulturní odlišnost stávajícího obyvatelstva či nutnost řešit přístup k cca 500 km vzdálené exklávě a železniční a silniční spojení s ní. S Českem příliš společného nemá a území nikdy nepatřilo k Českému království.

## Vznik a rozvoj satiry
Vlně memů na internetu předcházelo 27. září 2022 založení internetové petice satiristickým webem AZ247.cz požadující referendum s výsledkem 98 % pro a anexi území, které si všimla polská média. Petice měla k 4. říjnu přes šest tisíc podpisů, k 5. říjnu už skoro 16 tisíc.
Na Twitteru o den později tweetoval polský anonymní uživatel pod přezdívkou papież internetu (papež internetu), který uveřejnil mapu rozdělující Kaliningradskou oblast na jižní polskou a severní českou. Okomentoval ji slovy „Je čas rozdělit Kaliningrad, aby naši čeští bratři měli konečně přístup k moři.“ Do českých kruhů internetu se mem dostal další den přesdílením europoslancem Tomášem Zdechovským, čehož si všiml i ruský web EurAsia Daily, který o něm psal jako o vážném návrhu. Po těchto tweetech se spustila lavina nejrůznějších vtipných memů na toto téma, většinou označených hashtagy KralovecCzechia, KaliningradIsCzechia či MakeKaliningradCzechAgain. V Polsku například vznikl mem, kde se ruský prezident Vladimir Putin ptá přes telefon „Jaká je situace v Kaliningradu?“ a posléze se udiveně doptává „Jaké ‚ahoj‘?“. Další polské memy v souvislosti s obsazováním oblasti psaly o ponorce Helena Vondráčková, o ponorce Jožin z bažin nebo o letadlové lodi Karel Gott, další mem byl o tom, jak „české vojenské námořnictvo z jaderné ponorky Loupežník Rumcajs poblíž Kaliningradu zabraného Českem pokusně vystřelilo balistickou raketu Maková panenka. Dalšími navrhovanými názvy českých námořních plavidel byly Krteček, Štaflík či Špagetka. Na recesi zareagovala i ambasáda USA, která odpověděla na tweet českého ministerstva obrany, že od USA nezávazně poptává letouny. Ve své odpovědi napsala „Nepotřebovali byste také náhodou letadlovou loď?“
Na českém internetu memy například ukazovaly novou předpověď počasí, kde byla kromě mapy Česka zobrazena i mapa nové exklávy, nebo historický důkaz, kdy americký prezident J. F. Kennedy v roce 1963 při návštěvě Kaliningradu potvrdil české nároky a prohlásil „Ich bin ein Kralovečák.“ Další memy ukazovaly české tramvaje nebo Pendolino v Kaliningradu nebo přeplněné kaliningradské pláže s českými turisty a prázdné Chorvatsko. Na Twitteru se objevil také nový „oficiální“ účet exklávy @KralovecCzechia. a „oficiální“ facebooková stránka „Královec“. Na internetu kolovala mapa Královeckého kraje s českými názvy měst, kromě Královce například Benešov nad Baltem (původně Baltijsk), Světlá Hora (Svetlogorsk) nebo Zelenského-gradsk (Zelenogradsk) jako pocta ukrajinskému prezidentovi. Mnoho memů vyobrazovalo obyvatele Královeckého kraje jako postavičky z pohádkového cyklu O krtkovi. Ondřej Cikán a Johannes Langer složili hymnu Královeckého kraje pod názvem „Královec je osvobozen“.
Jeden z mnoha dalších memů ukazoval mapu České republiky, rozšířenou o Kaliningrad, Slovensko a Podkarpatskou Rus (hranice ČSR), Horní Slezsko a pět „separatistických republik“ podél hranic Polska, které „náhodou“ tvořily pozemní koridor ke Kaliningradu se zprávou, že se jedná o pravděpodobný budoucí plán obnovy Českého impéria. Mem tak reagoval na události Rusko-ukrajinské války od roku 2014, ospravedlňování Ruského imperialismu (vládou Ruska) „historií“ nebo zfalšovaná referenda ukrajinských regionů („náhodou“ tvořících pozemní koridor ke Krymu) v září 2022.
V srpnu 2024 byl prezident Petr Pavel v novém pořadu Zeptejte se prezidenta dotázán na časový plán obsazení Královce. Prezident odpověděl, že s obsazováním Královce ještě počkáme, přičemž poukázal na problémy s obnovou území využívaném sovětskou armádou v Česku a zhodnotil, že případná revitalizace mnohem většího území využívaného ruskými vojáky déle by byla nad možnosti Česka.

## Reakce
Kromě některých českých politiků se do satiry zapojila i americká ambasáda v Česku, která reagovala na tweet českého ministerstva obrany na nezávaznou poptávku po letounech větou „Nepotřebovali byste také náhodou letadlovou loď?“
Naproti tomu ruský web EurAsia Daily vzal recesi vážně: „Člen Evropského parlamentu z České republiky Tomáš Zdechovský učinil revanšistickou poznámku o ruské Kaliningradské oblasti. Myslel si, že je politicky důležitý, Zdechovský uvedl, že coby vzdor k referendům uspořádaným v Novorusku podporuje pochybnou myšlenku od jistého polského internetového uživatele uspořádat referendum v Kaliningradské oblasti a rozdělení ruského regionu mezi Česko a Polsko.“
Polská a česká média informovala o recesi s nadhledem, ukrajinská média ji ocenila jako povedený žert.
Do reakcí se zapojily i některé oficiální účty, například marketingové značky jako twitterový profil Českých drah, České pošty, Zásilkovny, Pražské integrované dopravy nebo obchodu Alza.cz. Město Třebíč oznámilo, že jejím novým partnerským městem je Královec.
Zpráva o této satirické události vyšla 6. října 2022 i v evropském vydání internetových novin americké společnosti Bloomberg.